# Coalville (Utah)
Coalville és una població dels Estats Units a l'estat de Utah. Segons el cens del 2000 tenia 1.382 habitants.

## Demografia
Segons el cens del 2000, Coalville tenia 1.382 habitants, 465 habitatges, i 371 famílies. La densitat de població era de 186,6 habitants per km².
Dels 465 habitatges en un 47,3% hi vivien nens de menys de 18 anys, en un 68,6% hi vivien parelles casades, en un 8% dones solteres, i en un 20,2% no eren unitats familiars. En el 18,3% dels habitatges hi vivien persones soles el 10,3% de les quals corresponia a persones de 65 anys o més que vivien soles. El nombre mitjà de persones vivint en cada habitatge era de 2,97 i el nombre mitjà de persones que vivien en cada família era de 3,41.
Per edats la població es repartia de la següent manera: un 33,8% tenia menys de 18 anys, un 10,7% entre 18 i 24, un 28,9% entre 25 i 44, un 15,7% de 45 a 60 i un 10,9% 65 anys o més.
L'edat mediana era de 28 anys. Per cada 100 dones de 18 o més anys hi havia 103,3 homes.
La renda mediana per habitatge era de 39.342 $ i la renda mediana per família de 43.929 $. Els homes tenien una renda mediana de 32.727 $ mentre que les dones 20.833 $. La renda per capita de la població era de 17.830 $. Entorn del 5,9% de les famílies i el 8% de la població estaven per davall del llindar de pobresa.

## Poblacions més properes
El següent diagrama mostra les poblacions més properes.